# Weh (klan i Liberia)
Weh är en klan i Liberia.   Den ligger i regionen River Cess County, i den södra delen av landet, 170 km sydost om huvudstaden Monrovia.